# Панасюк Микола Іванович (агроном)
Мико́ла Іва́нович Панасю́к (* 1 січня 1946, село Тростянчик Тростянецького району Вінницької області) — агроном. Заслужений працівник сільського господарства України; голова районної та обласної рад сільгоспвиробництв, заступник керівника Аграрного союзу України.

## Біографічні відомості
Микола Іванович Панасюк народився 1 січня 1946 року в селі Тростянчик Тростянецького району Вінницької області. Батько працював в колгоспі трактористом, мати — в польовій ланці. Закінчив 8 класів, навчався в Ладижинському технікумі механізації, служив у радянській армії. 1968 року, по дембілізації, отримав призначення на посаду головного механіка колгоспу; головою тоді був депуртат ВР УРСР Іван Попик. 1971-го Панасюк призначений заступником голови колгоспу «Дружба» в Гордіївці.
1984 року закінчив Уманський сільськогосподарський інститут, за фахом — вчений агроном; того ж року очолив колгосп «Перемога» в Тростянецькому районі. Врожаї в господарстві зросли до 50-60 центнерів з гектара, поголів'я великої рогатої худоби — понад 1000 голів, свиней — 4000. В Летківцях та Северинівці почалися зведення будов соціально-культурного призначення — адмінбудівля, асфальтовий завод, гаражі, дитячий садок, спорткомплекс. Для прискорення і здешевлення робіт по газифікації сіл створено спецбригаду; в інфраструктуру двох сіл вкладено понад 13 мільйонів радянських карбованців.
Директор агрокооперативу приватних пайовиків «Перемога» села Летківка Тростянецького району. В 2012 році за посушливих умов в господарстві змогли зібрати з гектара 37 центнерів пшениці, 34 — ячменю, 26 — гороху.
Депутат Вінницької обласної ради 4-го та 5-го скликань.